# Panaeolus cyanescens
Espèce
Le Panéole bleuissant (Panaeolus cyanescens, synonyme : Copelandia cyanescens) est une espèce de champignons basidiomycètes de la famille des Panaeoleae dans l'ordre des Agaricales.
Son nom français Panéole bleuissant provient du fait qu'il bleuit lorsqu'on le froisse. Il est réputé à travers le monde pour ses effets psychédéliques et connu dans le milieu des psychonautes sous le nom fantaisiste de Panaeolus Hawaiien, voire de Champi hawaiien.

## Étymologie
Le nom spécifique cyanescens vient du latin cyaneus qui signifie bleu foncé, azuré. Faisant référence à sa réaction bleuissante lors des froissements.

## Historique
Ce champignon pousse à l’état naturel sur l’île d’Hawaii, d’où son nom, mais on suppose qu’il y a seulement été introduit au XIXe siècle en même temps que du bétail d’Asie, puisqu'il ne pousse que sur les excréments de ruminants. Il porte le nom de Panaeolus Hawaii avant tout pour une question d'exotisme puisqu’on le trouve un peu partout sur le globe, dans diverses régions d’Amérique, aux Philippines, Indonésie, à Madagascar, au Cambodge, en Thaïlande et également en France.
À la suite d’une intoxication collective de tous les membres d’une famille des Alpes-Maritimes, Roger Heim est allé ramasser les champignons sur place, il a trouvé des spécimens sur du fumier provenant de l’hippodrome de Cagnes-sur-Mer qui est fréquenté par des chevaux originaires d’Amérique du Sud. Ces champignons ont subi une chromatographie réalisée par Albert Hofmann pour mettre en évidence la psilocybine.

## Caractères distinctifs
- Chapeau : blanc jaune au milieu
- Pied :Blanc
- Lamelles :noires
- Spores :noires

## Confusions possibles
Panaeolus antillarum

## Habitat
Pousse sur les excréments, dans les prairies fumées. Aime la chaleur. Rare.
En l'Europe, il a été recensé dans les pays suivants: Allemagne, Danemark, Grande-Bretagne, Hongrie, Espagne et Ukraine. Un cas de ramassage en France est à noter (Roger Heim).

## Saison
L'été après une bonne pluie.

## Composition chimique
Cette espèce contient de la psilocybine. Le taux est généralement assez élevé (environ 1 % du champignon sec) mais varie suivant l'origine des spécimens récoltés.